# John Thomas Steinbock

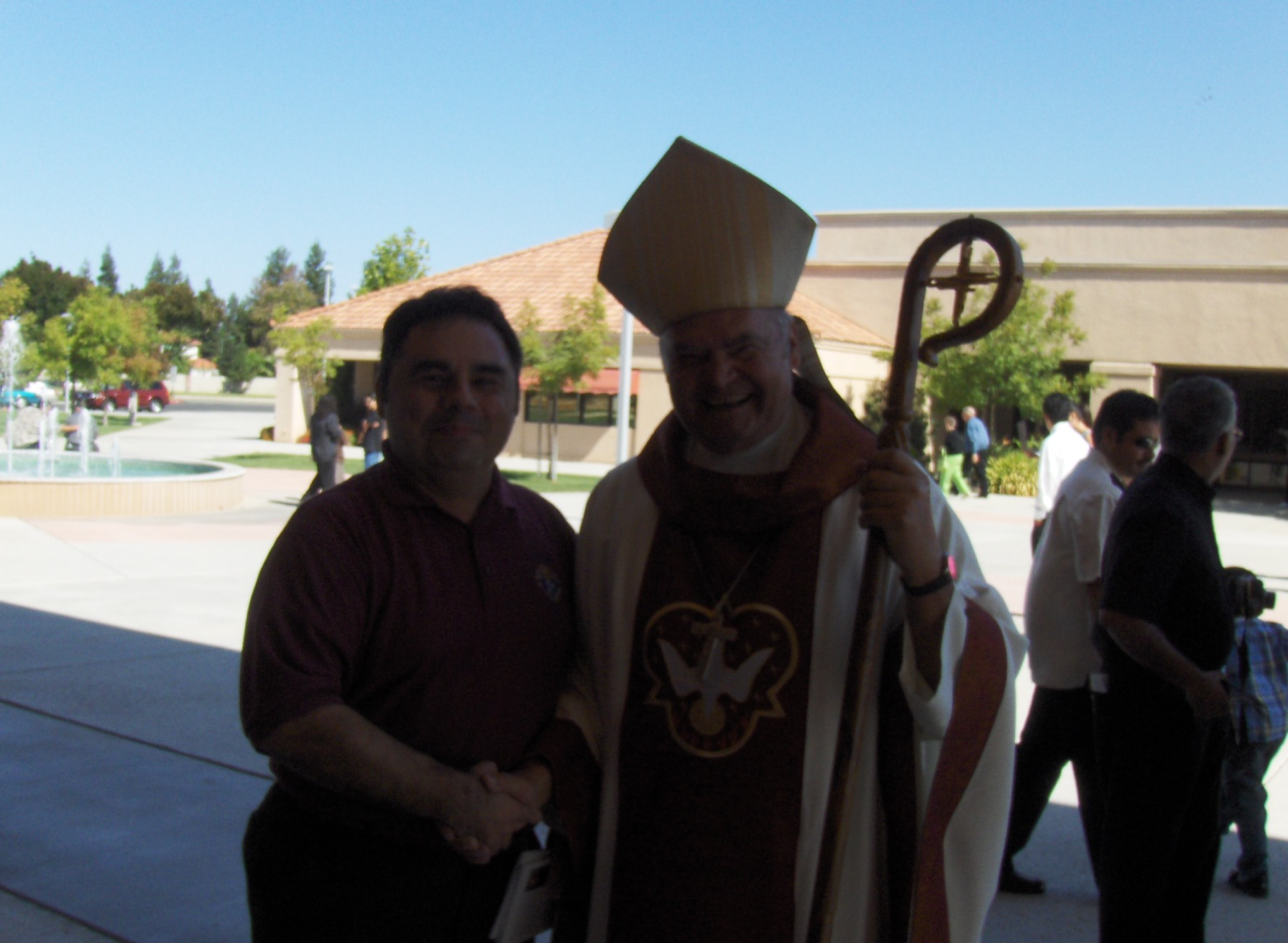

John Thomas Steinbock (16 de julho de 1937 - 5 de dezembro de 2010) foi um religioso norte-americano, que foi prelado da Igreja Católica Romana. Ele foi o quarto bispo de Fresno.